# Anton Jurgens

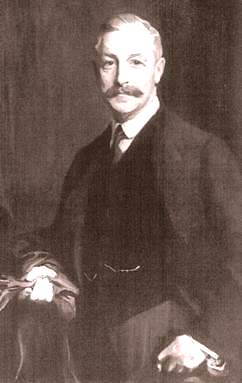
Anton Jurgens en 1919.

Anton Jurgens, o Antonius Johannes Jurgens (+Oss, Holanda, 8 de febrero de 1867 – †Torquay, Reino Unido, 12 de marzo de 1945), fue un empresario holandés, cofundador de la Anton Jurgens' Margarine fabrieken N.V., una factoría que fabricaba margarinas a base de aceite de palma, agua y leche, «para una Holanda más sana», como rezaba su eslogan. Dada la gran tradición mantequillera en Holanda, y dado que estos productos son muy grasientos, ideó junto a Samuel van den Bergh la fórmula para crear una margarina cremosa, sabrosa y saludable al mismo tiempo. La patente se la vendió Hippolyte Mège-Mouriès a su abuelo Antoon Jurgens en 1871. Se hizo cargo de la empresa familiar en 1888, que disolvió en 1902, fundando inmediatamente otra nueva.

## Margarine Unie
Jurgens estuvo trabajando en esta fábrica junto a Samuel van den Bergh hasta 1930, que fue cuando se fusionaron con los Hermanos Lever para formar Unilever, la primera multinacional moderna del mundo.